# Godall (kommun)
Godall är en kommun i Spanien.   Den ligger i provinsen Província de Tarragona och regionen Katalonien, i den östra delen av landet, 400 km öster om huvudstaden Madrid. Antalet invånare är 812. Arean är 34 kvadratkilometer. Godall gränsar till La Galera, Masdenverge, Freginals och Ulldecona. 
Terrängen i Godall är platt åt nordväst, men åt sydost är den kuperad.